# Gordon Crole-Rees
Gordon Crole-Rees (Southend-on-Sea, 17 novembre 1883 – 9 giugno 1954) è stato un tennista britannico.

## Carriera
Partecipò a dieci edizioni consecutive di Wimbledon e sull'erba londinese raggiunse in tre diverse occasioni i quarti di finale nel doppio maschile mentre avanzò fino alla semifinale del doppio misto nel 1930 insieme a Phyllis King. Scese in campo anche alla prima edizione internazionale del Roland Garros dove raggiunse la semifinale nel doppio maschile in coppia con Cyril Eames.
Giocò tre finali consecutive al Surrey Grass Court Championships, dal 1925 al 1927, conquistando il titolo in due occasioni, vanta un titolo anche all'Irish Open nel 1927 sconfiggendo in quattro set il connazionale Pat Hughes.
Fece parte della squadra britannica di Coppa Davis dal 1925 al 1929 vincendo sette incontri sugli undici disputati.